# Enicmus planipennis
Enicmus planipennis es una especie de coleóptero de la familia Latridiidae.

## Distribución geográfica
Habita en Noruega.